# Albiztur
Albiztur – gmina w Hiszpanii, w prowincji Guipúzcoa, w Kraju Basków, o powierzchni 13,03 km². W 2011 roku gmina liczyła 316 mieszkańców.